# Lunga noapte a lui 43

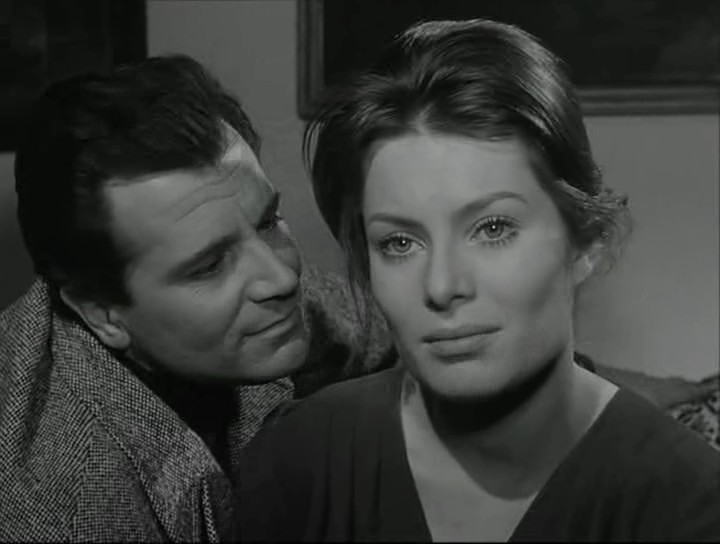
Gabriele Ferzetti și Belinda Lee într-o scenă din film

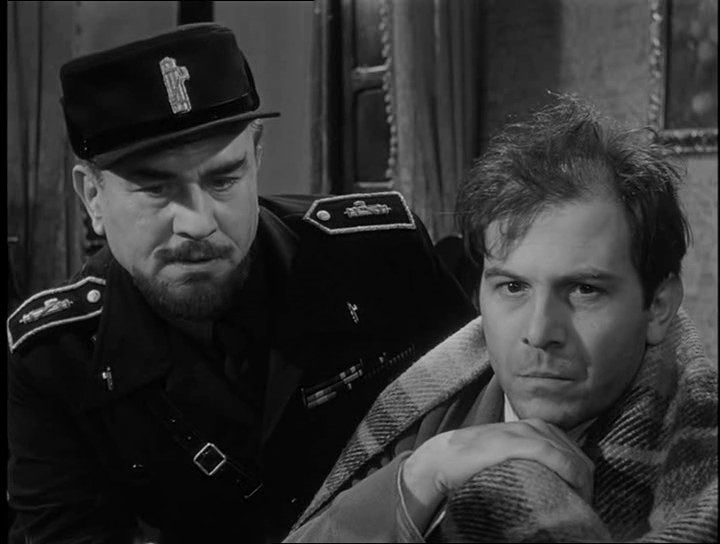
Gino Cervi și Enrico Maria Salerno într-o scenă din film

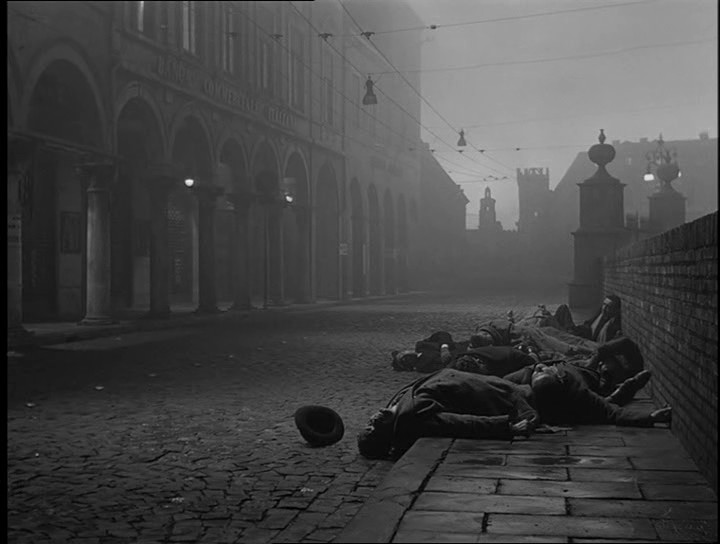
Victimele masacrului din 15 decembrie 1943, într-o scenă din film

Lunga noapte a lui 43 (titlul original: în italiană La lunga notte del '43) este un film dramatic italian, realizat în 1960 de regizorul Florestano Vancini, după romanul Una notte del '43 al scriitorului Giorgio Bassani, protagoniști fiind actorii Belinda Lee, Gabriele Ferzetti, Enrico Maria Salerno și Gino Cervi. 
Filmul a fost selectat printre cele 100 de filme italiene de salvat.

## Rezumat
Ferrara, 1943. Farmacistul Pino Barilari, incapabil să meargă de când a contractat o boală venerică, stă zi și noapte la fereastra lui vizavi de Castelul Estense și urmărește de acolo viața din Ferrara. Soția sa Anna, o cinefilă pasionată, s-a depărtat de el și într-o seară la cinema îl întâlnește pe fostul ei iubit din adolescență, Mario Villani. Mario a dezertat din armată și se ascunde în casa tatălui său antifascist. În scurt timp, dragostea dintre Anna și Mario este reînfiripată.
Fascistul avid de putere Carlo Aretusi îl ucide pe comandantul miliției fasciste pentru că este prea blând față de cetățenii liberali. Această crimă este pusă pe seama antifasciștilor, iar noul comandant Aretuși are oponenții regimului arestați într-o operațiune de „noapte și ceață” printre care se află și tatăl lui Mario, urmând să fie imediat împușcați fără acuzații, la zidul castelului vizavi de fereastra lui Pino Barlari.
Anna, întorcându-se acasă după prima ei noapte cu Mario, vede morții și încearcă să-și convingă soțul să numească ucigașii. Dar Pino tace. Anna se întoarce la Mario pentru a-l informa că soțul ei ce a văzut, dar Mario nu mai vrea să aibă nimic de-a face cu ea, o respinge și plănuiește să fugă în Elveția. 
Complet disperată, Anna se întoarce la farmacie și îl vede pe Aretusi făcându-i cu ochiul de pe stradă lui Pino pe care îl forțase înainte ca să tacă. Anna este tăcută și disperată. 
Ani mai târziu, Mario Villani trece prin Ferrara împreună cu soția și fiul său într-o călătorie spre Roma. El îi arată familiei unde a fost ucis tatăl său. Noul farmacist nu cunoaște pe Anna iar Pino au murit de câțiva ani. Ulterior, într-o cafenea, este întâmpinat cu entuziasm de ucigașul tatălui său, fostul comandant Carlo Aretusi, cunoscut sub numele de Dracula și Mario îi strânge mâna.

## Distribuție
- Belinda Lee – Anna Barilari
- Gabriele Ferzetti – Franco Villani
- Enrico Maria Salerno – Pino Barilari
- Gino Cervi – Carlo Aretusi zis „Sciagura”
- Andrea Checchi – farmacistul
- Nerio Bernardi – avocatul Attilio Villani
- Loris Bazzocchi – Vincenzi
- Raffaella Pelloni – Ines Villani
- Alice Clements – Blanche, soția lui Franco
- Carlo Di Maggio – consulul Bolognesi
- Isa Querio – soția avocatului Villani
- Silla Bettini – omul fără documente
- Tullio Altamura – un camarad
- Romano Ghini – un camarad
- Mario Bellini – un camarad
- Gabriele Toth – un camarad
- Franco Cobianchi – Fanelli
- Cesare Martignoni – un camarad
- Nino Musco – un camarad

## Premii și nominalizări
- 1960 Festivalul de la Veneția
  - Premiul pentru cea mai bună lucrare de debut lui Florestano Vancini;
  - Nominalizare la Leul de Aur (pierdut în favoarea filmului Le Passage du Rhin regizat de André Cayatte);
- 1961 Nastro d'argento
  - Cel mai bun actor în rol secundar pentru Enrico Maria Salerno;